# Episodi di CSI: Miami (terza stagione)
La terza stagione della serie televisiva CSI: Miami, composta da 24 episodi, venne trasmessa dal 20 settembre 2004 al 23 maggio 2005 sul canale statunitense CBS.
In Italia è stata trasmessa su Italia 1 dal 9 settembre al 25 novembre 2005 per due episodi a settimana; gli episodi Onda criminale e Dopo la caduta sono andati in onda il 7 ottobre non rispettando l'ordine cronologico degli episodi, mentre gli episodi Fuoco incrociato e Bombe sporche sono andati in onda come unico episodio il 26 ottobre e il 25 novembre.
| nº | Titolo originale    | Titolo italiano          | Prima TV USA      | Prima TV Italia   |
| -- | ------------------- | ------------------------ | ----------------- | ----------------- |
| 1  | Lost Son            | Tutto per un figlio      | 20 settembre 2004 | 9 settembre 2005  |
| 2  | Pro Per             | Il testimone             | 27 settembre 2004 | 9 settembre 2005  |
| 3  | Under the Influence | Poliziotto per vocazione | 4 ottobre 2004    | 16 settembre 2005 |
| 4  | Murder in a Flash   | Folla lampo              | 11 ottobre 2004   | 16 settembre 2005 |
| 5  | Legal               | Complici                 | 18 ottobre 2004   | 23 settembre 2005 |
| 6  | Hell Night          | Notte infernale          | 25 ottobre 2004   | 23 settembre 2005 |
| 7  | Crime Wave          | Onda criminale           | 8 novembre 2004   | 7 ottobre 2005    |
| 8  | Speed Kills         | Velocità assassina       | 15 novembre 2004  | 30 settembre 2005 |
| 9  | Pirated             | Pirati                   | 22 novembre 2004  | 30 settembre 2005 |
| 10 | After the Fall      | Dopo la caduta           | 29 novembre 2004  | 7 ottobre 2005    |
| 11 | Addiction           | Dipendenza               | 13 dicembre 2004  | 14 ottobre 2005   |
| 12 | Shootout            | Bande rivali             | 3 gennaio 2005    | 14 ottobre 2005   |
| 13 | Cop Killer          | L'insospettabile         | 17 gennaio 2005   | 21 ottobre 2005   |
| 14 | One Night Stand     | L'avventura di una notte | 7 febbraio 2005   | 21 ottobre 2005   |
| 15 | Identity            | L'identità               | 14 febbraio 2005  | 28 ottobre 2005   |
| 16 | Nothing to Lose     | Fuoco incrociato         | 21 febbraio 2005  | 26 ottobre 2005   |
| 17 | Money Plane         | L'aereo dei soldi        | 7 marzo 2005      | 28 ottobre 2005   |
| 18 | Game Over           | Game over                | 21 marzo 2005     | 4 novembre 2005   |
| 19 | Sex & Taxes         | Sesso e tasse            | 11 aprile 2005    | 4 novembre 2005   |
| 20 | Killer Date         | Morte su appuntamento    | 18 aprile 2005    | 11 novembre 2005  |
| 21 | Recoil              | Abuso di minore          | 2 maggio 2005     | 11 novembre 2005  |
| 22 | Vengeance           | Vendetta                 | 9 maggio 2005     | 18 novembre 2005  |
| 23 | Whacked             | Il massacratore          | 16 maggio 2005    | 18 novembre 2005  |
| 24 | 10-7                | Bombe sporche            | 23 maggio 2005    | 25 novembre 2005  |

## Tutto per un figlio
- Titolo originale: Lost Son
- Diretto da: Duane Clark
- Scritto da: Ann Donahue e Elizabeth Devine

### Trama
Un uomo viene trovato ucciso su un'imbarcazione. Horatio e la sua squadra riescono a capire che la vittima stava pagando un riscatto agli uomini che avevano rapito suo figlio. Durante le indagini, Speedle muore sotto gli occhi di Horatio dopo essere stato ferito da un colpo di arma da fuoco.
- Guest star: Missy Crider, David Lee Smith, Samuel Ball, William Mapother, Rudolf Martin, Cristian de la Fuente, Boti Bliss, Brooke Bloom, Leslie Odom Jr.

## Il testimone
- Titolo originale: Pro Per
- Diretto da: Karen Gaviola
- Scritto da: Steven Maeda e John Haynes

### Trama
Durante un party sulla spiaggia, una donna viene uccisa da uno sparo proveniente da un motoscafo. Il piccolo Stevie, suo figlio, sembra aver visto l'assassino.
- Guest star: Rex Linn, Bokeem Woodbine, Laz Alonso, Stephen Tobolowsky, David Lee Smith, Andrea Bendewald, Channing Tatum, Boti Bliss, Marlene Forté

## Poliziotto per vocazione
- Titolo originale: Under the Influence
- Diretto da: Scott Lautanen
- Scritto da: Marc Dube e Corey Miller

### Trama
Una donna muore travolta da un autobus. Il suicidio viene subito escluso e la polizia inizia a cercare qualcuno che possa avere un movente. Il padre di Calleigh investe una persona, ma non riesce a ricordare nulla dell'accaduto. Horatio affida questo caso a Ryan, un ragazzo molto preparato che ha chiesto di lasciare l'attività di pattuglia per unirsi alla scientifica.
- Special guest star: Jonathan Silverman, John Heard
- Guest star: Rex Linn, Jonathan Togo, Meredith Monroe, Boti Bliss, Brian Poth, Jack Kyle, Jesse Head

## Folla lampo
- Titolo originale: Murder in a Flash
- Diretto da: Frederick K. Keller
- Scritto da: Anne McGrail e Sunil Nayar

### Trama
Alcuni ragazzi organizzano un flash mob in un campo da golf. Quando la folla si disperde, viene rinvenuto il cadavere di un giovane.
- Guest star: Jonathan Togo, Kate Mara, Sam Huntington, Douglas Spain, Francesco Quinn, David Marshall Grant, Amanda Detmer, Jack Coleman, Cristian de la Fuente, Teal Redmann, Tim Kelleher, Boti Bliss, Brian Poth, Tim Abell, Finn Wittrock

## Complici
- Titolo originale: Legal
- Diretto da: Duane Clark
- Scritto da: Michael Ostrowski e Ildy Modrovich

### Trama
Una ragazza viene trovata morta nel bagno di un club. Horatio scopre che la giovane donna era una collaboratrice investigativa che si occupava di individuare persone che offrivano da bere ai minorenni.
- Special guest star: Jayne Brook
- Guest star: Jonathan Togo, Lawrence Monoson, Jonathan Scarfe, Paul Wesley, Oksana Lada, Chris Olivero, Joe Maruzzo, Emilie de Ravin, Cristian de la Fuente, Boti Bliss, Brian Poth

## Notte infernale
- Titolo originale: Hell Night
- Diretto da: Scott Lautanen
- Scritto da: Steven Maeda e Corey Miller

### Trama
Un gruppo di giurati effettua un sopralluogo nella casa, in cui qualche tempo prima, fu commesso un uxoricidio. Al sopralluogo assiste anche l'imputato accusato di essere l'autore di tale omicidio e del quale i giurati dovranno pronunciarsi. Durante il sopralluogo l'imputato viene ucciso. La squadra lavorerà alla ricerca dell'assassino arrivando a scoprire anche, chi fu il vero assassino del primo omicidio. Nel frattempo Horatio, si vedrà confrontato con uno strano caso di omicidio: una vittima morta di paura, dopo che alcuni ragazzi le avevano sparato contro con una pistola a vernice. Nel gruppo di ragazzi vi è anche il nipote di Horatio, Raymond Jr.
- Guest star: Rex Linn, J. August Richards, Caitlin Mowrey, Sterling Macer Jr., Susan Ward, Christina Chang, David Lee Smith, Alex Buck, Alyssa Diaz, Martin Grey, Vincent Angell, Brooke Bloom, Brian Poth

## Onda criminale
- Titolo originale: Crime Wave
- Diretto da: Karen Gaviola
- Scritto da: Elizabeth Devine

### Trama
La polizia riesce a scoprire che alcuni malviventi hanno organizzato una rapina in concomitanza con il manifestarsi di uno tsunami.

## Velocità assassina
- Titolo originale: Speed Kills
- Diretto da: Frederick K. Keller
- Scritto da: Sunil Nayar e Marc Dube

### Trama
Dopo aver partecipato ad uno speed dating, Richard Laken viene trovato ucciso mentre la sua auto mostra chiari segni di un atto di vandalismo.
- Guest star: Rex Linn, Susan Walters, Scott William Winters, Vanessa Bell Calloway, John Ales, Steve Cell, Mark Devine, Boti Bliss, Brian Poth, Deborah Zoe, Bradley White, Marcus Chait
- Special guest star: Debi Mazar

## Pirati
- Titolo originale: Pirated
- Diretto da: Duane Clark
- Scritto da: Michael Ostrowski e Steven Maeda

### Trama
Un peschereccio viene assalito dai pirati e l'equipaggio viene gettato in mare. Intanto, si indaga su degli attacchi con potenti lanciagranate contro gli immigrati.
- Guest star: Rex Linn, Mark Derwin, Philipp Karner, Josh Braaten, Paul Dillon, Dave Power, Malaya Rivera Drew, Brooke Bloom, Boti Bliss

## Dopo la caduta
- Titolo originale: After the Fall
- Diretto da: Scott Lautanen
- Scritto da: Ildy Modrovich, Marc Dube e John Haynes

### Trama
Una passante vede cadere un uomo dal balcone del terzo piano di un palazzo, ma il cadavere che viene ritrovato non presenta i segni dell'impatto del corpo a terra.
- Guest star: Josh Randall, David Lee Smith, Christina Chang, William Allen Young, Holmes Osborne, Dax Griffin, Cameron Daddo, Boti Bliss, Brian Poth

## Dipendenza
- Titolo originale: Addiction
- Diretto da: Steven DePaul
- Scritto da: Charles Holland

### Trama
Una donna viene uccisa in quello che sembra a tutti un caso di furto d'auto. La CSI interroga il marito, primo di tre fratelli, tutti a capo dell'azienda di famiglia.
- Special guest star: Dan Cortese
- Guest star: Matthew Marsden, Robert Knepper, Avery Kidd Waddell, Joseph Kell, Erin Bartlett, Boti Bliss, Brian Poth

## Bande rivali
- Titolo originale: Shootout
- Diretto da: Norberto Barba
- Scritto da: Corey Miller e Sunil Nayar

### Trama
Una sparatoria improvvisa scatena l'inferno nel pronto soccorso del Dade Memorial Hospital di Miami. La squadra CSI accorre sul luogo per individuare i responsabili. Sembra che un infermiere dell'ospedale abbia riconosciuto un membro della gang, il quale avrebbe scatenato la sparatoria per dare inizio ad un regolamento di conti. Ulteriori indagini condurranno Horatio e i suoi a pensare che le cause del conflitto a fuoco siano ben altre.
- Special guest star: Matt Schulze, Rosa Blasi
- Guest star: Rex Linn, Judy Greer, Demetrius Navarro, Rey Gallegos, Kathryn Meisle, Brian Poth, Boti Bliss

## L'insospettabile
- Titolo originale: Cop Killer
- Diretto da: Jonathan Glassner
- Scritto da: Steven Maeda e Krystal Houghton

### Trama
La squadra CSI indaga sull'omicidio dell'agente Rich Insko, ucciso dopo aver fermato un'auto per un normale controllo. L'unico testimone è Patrick Brookner, un ragazzo di 17 anni, stagista poliziotto in macchina insieme a Insko, che però risulta scomparso. L'assassino potrebbe averlo rapito. Durante le indagini ci saranno tensioni tra Horatio e Rebecca. La loro relazione ne risentirà.
- Guest star: Rex Linn, Kirsten Storms, Trevor Morgan, Katherine LaNasa, Christina Chang, Alex Nesic, Brian Poth, John Doe
- Ascolti TV Italia: 4 291 000 telespettatori – share 15,53%[1].

## L'avventura di notte
- Titolo originale: One Night Stand
- Diretto da: Greg Yaitanes
- Scritto da: Michael Ostrowski e John Haynes

### Trama
La polizia scientifica scopre un'operazione di contraffazione di banconote, in seguito alle indagini per l'omicidio del fattorino di un hotel.
- Guest star: Rex Linn, Laurie Fortier, Ed Kerr, Michael B. Silver, John Pyper-Ferguson, Michael Trucco, Don Franklin, Jose Pablo Cantillo, Boti Bliss, Brooke Bloom, Leslie Odom Jr., Adam Grimes
- Ascolti TV Italia: 4 635 000 telespettatori – share 18,57%[1].

## L'identità
- Titolo originale: Identity
- Diretto da: Gloria Muzio
- Scritto da: Ann Donahue e Ildy Modrovich

### Trama
Una giovane donna viene trovata morta accanto alla piscina di un grande hotel. Il suo corpo presenta tracce di bava e segni di morsicature dopo essere stata ingoiata e poi rigurgitata da un boa constrictor.
- Special guest star: Sônia Braga
- Guest star: Rex Linn, Gonzalo Menendez, Myndy Crist, Jud Taylor, Castulo Guerra, Boti Bliss, Armando Valdes-Kennedy, Jim Davidson, Andrew Davoli, Ashleigh Ann Wood

## Fuoco incrociato
- Titolo originale: Nothing to Lose
- Diretto da: Karen Gaviola
- Scritto da: Elizabeth Devine e Marc Dube

### Trama
Nelle Everglades scoppia un incendio e per combattere con più efficacia contro il fuoco, i pompieri vengono affiancati da una squadra di detenuti.

## L'aereo dei soldi
- Titolo originale: Money Plane
- Diretto da: Scott Lautanen
- Scritto da: Sunil Nayar e Steven Maeda

### Trama
Un aereo pieno di assegni precipita: i piloti sono stati accecati da un laser molto potente. Inoltre tra le macerie del mezzo viene rinvenuto anche il corpo di una donna, Caitlin Townsend.
- Special guest star: Taryn Manning
- Guest star: Holt McCallany, Michael Landes, Joan Severance, Greg Evigan, John Allen Nelson, Michael B. Silver

## Game Over
- Titolo originale: Game Over
- Diretto da: Jonathan Glassner
- Scritto da: Michael Ostrowski e Corey Miller

### Trama
Una ex pornostar viene coinvolta dal suo attuale fidanzato in un giro pornografico poiché costui ha messo in circolo un video privato dove lei è ben riconoscibile. Un motoscafo su un rimorchio viene tamponato da un SUV e all'interno viene trovato il cadavere di un uomo, viene accertato che il soggetto è morto da un'altra parte, in una pista di skateboard e le cause non sono chiare.
- Special guest star: Tony Hawk
- Guest star: Robert Mailhouse, Jennifer Sky, Kerr Smith, Paul Hipp, Ethan Cohn, Michael Wiseman, Kate Norby, Boti Bliss, Brian Poth, Brooke Bloom, Hal Ozsan, Lisa Rotondi, Kyle J. Downes

## Sesso e tasse
- Titolo originale: Sex & Taxes
- Diretto da: Scott Shiffman
- Scritto da: Ildy Modrovich e Brian Davidson

### Trama
Un agente del fisco viene trovato morto a bordo di un'auto di un agente che stava eseguendo una confisca.
- Guest star: Rex Linn, Sandrine Holt, Tim Guinee, Andrea Roth, Randy J. Goodwin, Mark Deklin, Zac Efron, Willie Garson

## Morte su appuntamento
- Titolo originale: Killer Date
- Diretto da: Karen Gaviola
- Scritto da: Elizabeth Devine e John Haynes

### Trama
Kim Burton, organizzatrice di incontri tra uomini e donne sconosciuti, viene uccisa.
- Guest star: Rex Linn, Lisa Brenner, David Lee Smith, Stephen Tobolowsky, Max Martini, Lindsey McKeon, Rick Peters, Jon Bernthal, Brian Poth, Boti Bliss, Leslie Odom Jr., Jason Hall, Natashia Williams, Andrea De Oliveira, Yvette Nipar, Al Vicente, Sandra Prosper

## Abuso di minore
- Titolo originale: Recoil
- Diretto da: Joe Chappelle
- Scritto da: Steven Maeda e Marc Dube

### Trama
Il padre di Amy tenta disperatamente di ottenere la custodia, quando scopre che la madre la usa per adescare gli uomini online.
- Special guest star: John Heard
- Guest star: Rex Linn, Tracey Needham, Bill Sage, David Gianopoulus, Liana Liberato, Brian Tahash, Brian Poth, Kimiko Gelman

## Vendetta
- Titolo originale: Vengeance
- Diretto da: Norberto Barba
- Scritto da: Sunil Nayar e Corey Miller

### Trama
Durante una rimpatriata fra vecchi compagni di liceo, uno dei partecipanti viene trovato ucciso.
- Special guest star: Richard Speight Jr.
- Guest star: Rex Linn, Max Martini, Holt McCallany, Paul Fitzgerald, Katy Selverstone, Lance Reddick, Jessica Stone, Dylan Neal, Megan Ward, Andre Royo, Kimiko Gelman, Eli Danker

## Il massacratore
- Titolo originale: Whacked
- Diretto da: Scott Lautanen
- Scritto da: Ann Donahue, Elizabeth Devine e Ildy Modrovich

### Trama
L'esecuzione capitale di Ken Kramer, un uomo accusato di due efferati omicidi, viene sospesa all'ultimo momento. La Scientifica decide di riaprire il caso perché in città qualcuno sta uccidendo utilizzando le stesse modalità del killer e la polizia non riesce a capire se ha catturato la persona giusta.
- Special guest star: Eric Roberts
- Guest star: Rex Linn, David Lee Smith, Stephen Tobolowsky, Christopher Shyer, Cindy Pickett, David Norona, W. Earl Brown, Megan Follows, Kimiko Gelman, Kent Faulcon

## Bombe sporche
- Titolo originale: 10-7
- Diretto da: Joe Chappelle
- Scritto da: Ann Donahue, Elisabeth Devine e Michael Ostrowski

### Trama
Un'esplosione accidentale durante una festa in un club rivela retroscena ben più inquietanti.
- Guest star: Dean Winters, Holt McCallany, Kirk "Sticky" Jones, Lance Reddick, Alex Feldman, Amy Laughlin, Brian Poth, Armando Valdes-Kennedy, Stephen Ramsey